# 利稻烟管蜗牛
利稻烟管蜗牛（学名：Hemiphaedusa litouensis），是柄眼目烟管蜗牛科台湾纺锤烟管蜗牛属的一种。主要分布于台湾，常栖息在1000米以上山区。